# Michel Lang
Michel Lang (Parigi, 9 giugno 1939 – Saint-Arnoult, 24 aprile 2014) è stato un regista e sceneggiatore francese.

## Biografia
Ex studente del Lycée Chaptal, si è diplomato alla Sorbona in letteratura americana, successivamente ha frequentato l'Institut des Hautes Etudes Cinematographies (Istituto di studi cinematografici avanzati). 
Ha esordito nel cinema come assistente alla regia prima di passare alla regia, diventando uno dei pilastri della commedia popolare francese tra la fine degli anni 70 e l'inizio degli anni 80. Nel 1976 ottiene grande successo commerciale con il film A noi le inglesine!, con protagonista tra gli altri Rémi Laurent. Il film è stato visto da 5,7 milioni di spettatori, ricevendo delle recensioni positive di pubblico e di critica. Successivamente si dedica prevalentemente alla televisione. 
Sempre con Laurent gira il film Il regalo che vede come protagonisti gli attori Pierre Mondy e Claudia Cardinale. 
È deceduto il 24 aprile 2014 per conseguenze della malattia di Alzheimer.

## Filmografia

### Regista
- A noi le inglesine! (1976)
- Une fille cousue de fil blanc (1977)
- L'Hôtel de la plag (1978)
- Tous vedettes (1980)
- On n'est pas des anges...elles non plus (1981)
- Il regalo (1982)
- À nous les garçons (1985)
- L'Étincelle (1986)